# Thierry Sandre
Thierry Sandre (n. 19 mai 1890, Bayonne, Aquitaine, Franța – d. 11 octombrie 1950, Bouchemaine, Pays de la Loire, Franța) a fost un scriitor francez care a câștigat Premiul Goncourt în 1924 pentru Le Chèvrefeuille.
Thierry Sandre a fost un specialist în literatura franceză din secolul al XVI-lea, cunoscut și sub pseudonimul Jean Dumoulin. El a fost, de asemenea, traducător sau a adaptat lucrări din limbile greacă, latină sau arabă. A fost secretarul lui Pierre Louÿs înainte de Primul Război Mondial. A petrecut o mare parte din război în captivitate în Germania. În 1919, a fost membru fondator al Asociației Scriitorilor de Război. Din octombrie 1921, a participat activ la publicarea unei antologii a scriitorilor de război morți în cinci volume. În 1936, a devenit membru al Ordinului al III-lea al Sfântului Dominic, dominicanii de la Paris. A reintrat în armată în 1940 și a fost din nou luat prizonier, dar eliberat în 1941.
A devenit un adept al Ordinului Nou (anii 1940) și, din cauza celor două cărți pe care le-a publicat în 1942 și 1943 a fost inclus pe lista scriitorilor interziși după război. A reușit să se reabiliteze și a publicat mai multe cărți.

## Opera
- Les mignardises (1909) cu pseudonimul Charles Moulié
- En sourdine (1910) cu pseudonimul Charles Moulié
- Le Tombeau de Renée Vivien (1910)
- Les poésies de Makoko Kangourou (1910) (Cu Marcel Ormoy)
- Le pourpre et le crêpe (1917) cu pseudonimul Jean Dumoulin
- Le Fer et la flamme (1919)
- Apologie pour les nouveaux riches' (1920)
- Fleurs du désert (1921)
- Apologie pour les nouveaux riches (1921)
- Les Épigrammes de Rufin (1922)
- Le livre des baiser's (1922)
- Sulpicia, Tablettes d'une amoureuse (1922)
- Joachim du Bellay, les amours de Faustine (1923)
- Mienne E. Malfère, 1923
- Le Chèvrefeuille (1924) (Premiul Goncourt 1924)
- Panouille Gallimard, 1926
- Mousseline J. Ferenczi, 1926
- Le chapitre treize d’Athénée (1924)
- La touchante aventure de Héro et Léandre (1924)
- L'Histoire merveilleuse de Robert le Diable (1925)
- Ruffi, les épigrammes d'amour (1925)
- Le Purgatoire E. Malfer̀e, 1924
- Cocagne Librairie de France, (1926 et 1927)
- Le visage de la France : Gascogne, Guyenne, Côte d’Argent, Pyrénées, Béarn, Côte Basque (1927) (cu Pierre Benoit).
- Les Yeux fermés (1928)
- Monsieur Jules (1932)
- Le corsaire Pellot qui courut pour le roi, pour la république et pour l'empereur et qui était Basque (1932)
- Le chèvrefeuille, Gallimard, 1924
- Monsieur Jules: roman  A. Michel, 1932
- La chartreuse de Bosserville (1941)
- Crux, récit scénique de la Passion (1941)
- I.N.R.I., la vie de Notre Seigneur Jésus Christ (1942)
- Calendrier du désastre d'après les documents allemands (1942)
- Lettre sans humour à sa Majesté la reine d'Angleterre (1943)
- Les Amours de Faustine; Posies Latines Traduites Pour La Premiere Fois Et Publies. BiblioBazaar, LLC. 2009. ISBN 978-1-115-04551-3.